# Absetzer (Fallschirmspringen)
Der Absetzer ist eine spezialisierte Rolle beim Fallschirmspringen, insbesondere bei militärischen Absprüngen und automatischen Static-Line-Absprüngen.

## Ausbildung
Um Fallschirmspringer abzusetzen, benötigt man eine umfassende Erfahrung im Fallschirmspringen und, im Falle des militärischen Fallschirmspringens, eine lehrgangsgebundene Ausbildung über die Durchführung von Fallschirmsprüngen im Einzel- und Reihenabsprung.

## Aufgaben und Verantwortlichkeiten
Der Absetzer nutzt eine Kombination aus visuellen Merkmalen, Erfahrung und auch sogenannte Drifter aus einem neonfarbigen 5 m langen Kreppstreifen mit einer dünnen Eisenstange als Gewicht, der in etwa die gleiche Sinkgeschwindigkeit hat wie ein Fallschirmspringer mit einer Rundkappe, um den besten Absprungpunkt zu ermitteln. Bei automatischen Absprüngen mit Aufziehleine als Reihensprung mehrerer Fallschirmspringer wird der Absprung in festgelegten Handlungen durchgeführt.
Während des Fluges befindet sich der Absetzer in der Regel im Flugzeug und kommuniziert mit den Springern. Er gibt klare Signale, wann die Springer das Flugzeug verlassen sollen. Dies kann durch Handzeichen, Lichtsignale oder andere vereinbarte Signale erfolgen.

## Bedeutung in der modernen Zeit
Mit der Einführung und Verbreitung von GPS-Technologie im Fallschirmspringen hat die Rolle des Absetzers an Bedeutung verloren, da präzise Absprungpunkte nun leichter elektronisch bestimmt werden können. Dennoch bleibt der Absetzer insbesondere bei militärischen Absprüngen und bestimmten Sprungarten eine wichtige Figur, um Sicherheit und Ordnung zu gewährleisten.